# Sheffield Shield 2009/10
Der Sheffield Shield 2009/10 war die 117. Saison des nationalen First-Class-Cricket-Wettbewerbes in Australien. Gewinner war Victoria, die somit ihren 28. Sheffield Shield gewannen.

## Format
Die Mannschaften spielten in einer Division gegen jede andere jeweils zwei Spiele. Für einen Sieg erhielt ein Team zunächst 6 Punkte, für ein Unentschieden (beide Mannschaften erzielen die gleiche Anzahl an Runs) 3 Punkte. Sollte kein Ergebnis erreicht werden und das Spiel in einem Remis enden zählen die Resultate nach dem ersten Innings. Dabei gibt es zwei Punkte für einen Sieg, und einen Punkt im Falle eines Unentschiedens und keinen im Falle einer Niederlage. Sollte das Spiel nach dem zweiten Innings verloren werden, obwohl das erste Innings gewonnen wurde gibt es zwei Punkte. Des Weiteren ist es möglich das Mannschaften Punkte abgezogen bekommen, wenn sie beispielsweise zu langsam spielen oder der Platz nicht ordnungsgemäß hergerichtet ist. Bei Punktgleichheit wird die Platzierung zuerst nach der Anzahl der Siege und anschließend nach dem Quotient der Runs die Pro Wickets benötigt werden und die man selbst pro Wicket erzielt. Am Ende der Saison spielen die beiden Gruppenersten im Finale den Gewinner des Sheffield Shields aus.

## Resultate
Tabelle
Die Tabelle der Saison nahm Ende die nachfolgende Gestalt an. Alle Punktabzüge erfolgten auf Grund zu langsamer Spielweise.
| Teams             | Sp. | S | N | U | R | LWF | DWF | DTF | DLF | ND | Ded | Punkte | Q     |
| ----------------- | --- | - | - | - | - | --- | --- | --- | --- | -- | --- | ------ | ----- |
| Victoria          | 10  | 6 | 0 | 0 | 0 | 1   | 2   | 0   | 1   | 0  | 1   | 41     | 1.185 |
| Queensland        | 10  | 5 | 2 | 0 | 0 | 0   | 1   | 0   | 2   | 0  | 0   | 32     | 1.001 |
| New South Wales   | 10  | 4 | 3 | 0 | 0 | 0   | 1   | 0   | 2   | 0  | 0   | 26     | 1.392 |
| Western Australia | 10  | 2 | 3 | 0 | 0 | 3   | 1   | 0   | 1   | 0  | 0   | 20     | 0.984 |
| Tasmanien         | 10  | 2 | 4 | 0 | 0 | 0   | 3   | 0   | 1   | 0  | 0   | 18     | 0.737 |
| South Australia   | 10  | 2 | 4 | 0 | 0 | 1   | 1   | 0   | 2   | 0  | 0   | 16     | 0.840 |

### Spiele

#### Oktober
| 13. – 16. Oktober Scorecard | Adelaide | Tasmanien 236 (102.5) & 184 (94.4)    | – | South Australia 345 (102.4) & 76-1 (20.2) |
|                             |          | South Australia gewinnt mit 9 Wickets |   |                                           |

| 13. – 16. Oktober Scorecard | Perth | Western Australia 406-9d (148) & 132-1 (52) | – | Queensland 458 (167) |
|                             |       | Remis                                       |   |                      |

| 30. Oktober – 3. November Scorecard | Adelaide | South Australia 292 (92) & 340-3 (129) | – | Victoria 643-9d (147.1) |
|                                     |          | Remis                                  |   |                         |

#### November
| 1. – 4. November Scorecard | Brisbane | Tasmanien 156 (63) & 219 (103.3)                | – | Queensland 382 (126.1) |
|                            |          | Queensland gewinnt mit einem Innings und 7 Runs |   |                        |

| 3. – 6. November Scorecard | Sydney | Western Australia 499-8d (122.2) & 24-2 (7) | – | New South Wales 402 (133.1) |
|                            |        | Remis                                       |   |                             |

| 8. – 11. November Scorecard | Adelaide | South Australia 477-5d (142) & 159-2d (26) | – | Queensland 308 (120.3) & 228-5 (86) |
|                             |          | Remis                                      |   |                                     |

| 17. – 20. November Scorecard | Sydney | New South Wales 420-8d (131.5) & 208-5 (63) | – | Tasmanien 482 (153.5) |
|                              |        | Remis                                       |   |                       |

| 17. – 20. November Scorecard | Melbourne | Western Australia 277 (96.4) & 227 (76) | – | Victoria 246 (87.1) & 259-3 (75.3) |
|                              |           | Victoria gewinnt mit 7 Wickets          |   |                                    |

| 24. – 27. November Scorecard | Hobart | Tasmanien 389 (113.5) & 129-4 (51) | – | South Australia 363 (127.2) |
|                              |        | Remis                              |   |                             |

| 27. – 30. November Scorecard | Melbourne | Victoria 378 (87.3)                            | – | Queensland 195 (58.4) & 133 (54.3) (f/o) |
|                              |           | Victoria gewinnt mit einem Innings und 50 Runs |   |                                          |

| 27. – 30. November Scorecard | Perth | Western Australia 131 (40.2) & 245 (65.4) | – | New South Wales 274 (82.5) & 106-2 (25.5) |
|                              |       | New South Wales gewinnt mit 8 Wickets     |   |                                           |

#### Dezember
| 8. – 11. Dezember Scorecard | Hobart | Western Australia 442-8d (147.4) & 201-4d (54) | – | Tasmanien 296-5d (90.2) & 351-9 (85) |
|                             |        | Tasmanien gewinnt mit 1 Wicket                 |   |                                      |

| 10. – 13. Dezember Scorecard | Melbourne | South Australia 517-6d (151) & 109-2d (28.2) | – | Victoria 246-6d (88) & 384-4 (94.4) |
|                              |           | Victoria gewinnt mit 6 Wickets               |   |                                     |

| 11. – 14. Dezember Scorecard | Brisbane | New South Wales 451-5d (121.2) & 184 (62.2) | – | Queensland 468 (105.5) & 168-1 (34.3) |
|                              |          | Queensland gewinnt mit 9 Wickets            |   |                                       |

| 18. – 21. Dezember Scorecard | Newcastle | New South Wales 390-8d (106) & 306-3d (56.5) | – | Victoria 311 (107.1) & 144-5 (37.2) |
|                              |           | Remis                                        |   |                                     |

| 18. – 21. Dezember Scorecard | Adelaide | Western Australia 401 (119) & 198-2d (52.4) | – | South Australia 249-6d (101) & 246 (92) |
|                              |          | Western Australia gewinnt mit 104 Runs      |   |                                         |

#### Januar
| 29. Januar – 1. Februar Scorecard | Hobart | Victoria 297 (100) & 340 (95.4) | – | Tasmanien 262 (95.4) & 207-5 (72) |
|                                   |        | Remis                           |   |                                   |

| 29. Januar – 1. Februar Scorecard | Sydney | Queensland 335 (96.4) & 252 (65.1) | – | New South Wales 243 (74.2) & 176 (57.5) |
|                                   |        | Queensland gewinnt mit 168 Runs    |   |                                         |

#### Februar
| 8. – 11. Februar Scorecard | Hobart | Queensland 326 (112) & 338 (113) | – | Tasmanien 427 (117.2) & 121-5 (33) |
|                            |        | Remis                            |   |                                    |

| 8. – 11. Februar Scorecard | Perth | Western Australia 284 (81.5) & 189 (63) | – | South Australia 380-9d (127.2) & 94-8 (31.5) |
|                            |       | South Australia gewinnt mit 2 Wickets   |   |                                              |

| 12. – 15. Februar Scorecard | Melbourne | New South Wales 225 (100.1) & 387 (93.2) | – | Victoria 418 (114) & 200-4 (50.5) |
|                             |           | Victoria gewinnt mit 6 Wickets           |   |                                   |

| 19. – 22. Februar Scorecard | Adelaide | New South Wales 566-6d (129.5)                         | – | South Australia 288 (119.5) & 103 (52.1) (f/o) |
|                             |          | New South Wales gewinnt mit einem Innings und 174 Runs |   |                                                |

| 19. – 22. Februar Scorecard | Perth | Tasmanien 261 (101.5) & 246 (93) | – | Western Australia 233 (68) & 204 (73.1) |
|                             |       | Tasmanien gewinnt mit 70 Runs    |   |                                         |

| 22. – 25. Februar Scorecard | Brisbane | Victoria 316 (113) & 104 (37.2) | – | Queensland 170 (67.4) & 252-9 (76.5) |
|                             |          | Queensland gewinnt mit 1 Wicket |   |                                      |

#### März
| 3. – 6. März Scorecard | Hobart | New South Wales 468-6d (123.3) & 256-4 (54) | – | Tasmanien 303 (110.1) & 214 (44.2) |
|                        |        | New South Wales gewinnt mit 216 Runs        |   |                                    |

| 3. – 6. März Scorecard | Brisbane | Queensland 160 (45.2) & 237-6d (65) | – | South Australia 72 (30.3) & 231 (77.5) |
|                        |          | Queensland gewinnt mit 94 Runs      |   |                                        |

| 3. – 6. März Scorecard | Perth | Victoria 199 (60.5) & 378 (103.4) | – | Western Australia 274 (95) & 249 (83.1) |
|                        |       | Victoria gewinnt mit 54 Runs      |   |                                         |

| 10. – 13. März Scorecard | Sydney | New South Wales 550-9d (135.4)                        | – | South Australia 267 (93.1) & 244 (54) (f/o) |
|                          |        | New South Wales gewinnt mit einem Innings und 39 Runs |   |                                             |

| 10. – 13. März Scorecard | Brisbane | Western Australia 286 (70.3) & 109-7 (26.1) | – | Queensland 106 (39.1) & 285 (85.1) (f/o) |
|                          |          | Western Australia gewinnt mit 3 Wickets     |   |                                          |

| 10. – 13. März Scorecard | Melbourne | Tasmanien 222 (90.2) & 114 (51.2)              | – | Victoria 382 (106.2) |
|                          |           | Victoria gewinnt mit einem Innings und 46 Runs |   |                      |

### Finale
| 17. – 21. März Scorecard | Brisbane | Victoria 305 (98.5) & 591 (146) | – | Queensland 257 (97.4) & 182 (58.4) |
|                          |          | Victoria gewinnt mit 457 Runs   |   |                                    |